# Preacher Man
Preacher Man – drugi singiel zespołu Fields Of The Nephilim wydany w 1987 roku przez wytwórnię Situation Two. Singiel promował album Dawnrazor i ukazał się wyłącznie w wersji winylowej (7" i 12").
Spis utworów:
wersja 7":
1. Preacher man (4:49)
2. Laura II (4:41)

wersja 12":
1. Preacher man (4:49)
2. Laura II (4:41)
3. Preacher man (contaminated mix) (4:16)